# فوتینوو
فوتینوو (به لاتین: Fotinovo) یک منطقهٔ مسکونی در بلغارستان است که در شهرستان کیرکوفو واقع شده‌است.